# Eiche am Borsigweg
Die Eiche am Borsigweg in Hannovers Stadtteil Vahrenwald wird als Naturdenkmal unter der Nummer ND-H 240 geführt. Nach seiner Art gehört der Baum zu den Stieleichen (Quercus robur) und steht am Borsigweg, der als Sackgasse von der Melanchthonstraße nach Norden abzweigt, in dem Bereich der Straße, der nach Westen abknickt. Die den Baum umgebenden Häuser sind Geschosswohnungsbauten.
Die Stadt Hannover hatte den Baum im Jahr 1987 unter der Nummer ND-HS 33 unter Schutz gestellt. Die nach dem Niedersächsischen Kommunalverfassungsgesetz inzwischen für die Aufgaben der unteren Naturschutzbehörde zuständige Region Hannover ordnete die Naturdenkmale für ihr Gebiet im Jahr 2010 neu, hob die bisherigen Verordnungen der Kommunen auf, erließ für die meisten der bisherigen Naturdenkmale eine neue (Sammel-)Verordnung und begründete die Unterschutzstellung dieses Baumes in der neuen Verordnung mit dieser Beschreibung:
Eiche mit stark verzweigter Krone, die den Straßenraum in besonderer Weise prägt.
und nannte als Schutzzweck
Die Eiche ist ein Relikt der ehemaligen Weidelandschaft des alten Dorfes Vahrenwald und als solches von heimatkundlicher Bedeutung.
Den Standort beschreibt die Verordnung:
Vor dem Haus Borsigweg 4
und nennt als Flurdaten
Hannover-Vahrenwald, Flur 23, Flurstück 1/6.
Im Frühjahr 2021 bot sich das Bild, dass der Baum nicht erkennbar baumpflegerisch behandelt war. Er steht in einer kleinen mit einer Eibe, Wildkräutern und Büschen bestandenen nahezu quadratischen Fläche. Diese ist mit einer knapp einen Meter hohen Umzäunung zu dem gepflasterten Bereich abgegrenzt. Am Baum selbst ist in Kopfhöhe eine häufig in Niedersachsen verwendete, geprägte Naturdenkmal-Plakette aus Metall angebracht, auf die in Schwarz-Weiß ein stilisierter Adler und der Hinweis „Naturdenkmal“ kaschiert ist. Am Rand der Einzäunung ist auf einem Pfahl ein in Hannover vor 1993 häufig für die Information über Naturdenkmale verwendetes Schild festgeschraubt, dessen Text aber nicht mehr lesbar ist, weil die oberste Schicht der Tafel fast vollständig bis zum Trageblech hinunter abgekratzt ist.